# Ringwall Altenburg (Vilsheim)

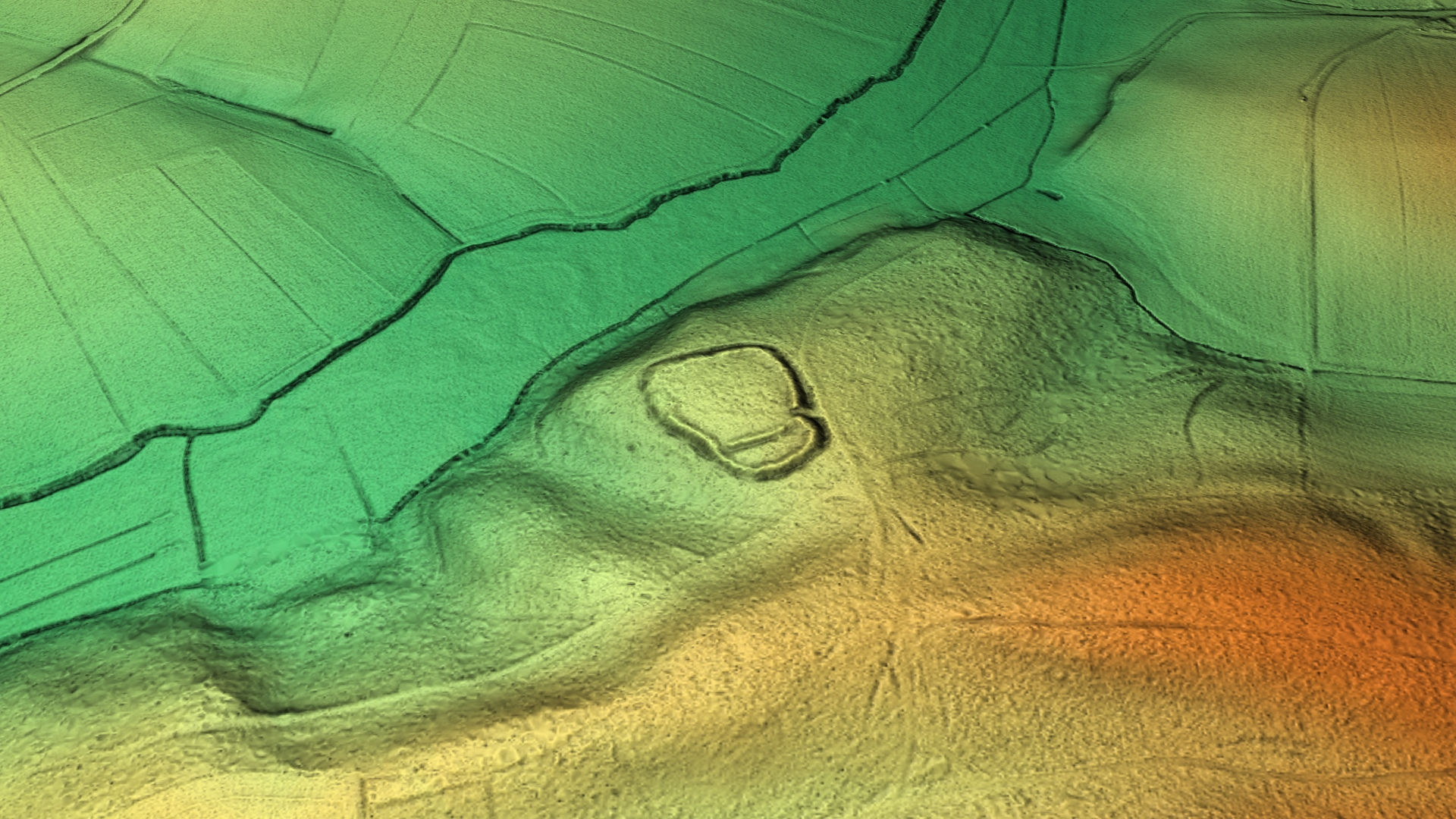
3D-Ansicht des digitalen Geländemodells

Der Ringwall Altenburg ist ein frühmittelalterlicher Ringwall etwa 820 m südwestlich der Kirche St. Nikolaus von Altenburg, einem Gemeindeteil der niederbayerischen Gemeinde Vilsheim im Landkreis Landshut. Die Anlage wird als Bodendenkmal unter der Aktennummer D-2-7538-0228 im Bayernatlas als „Frühmittelalterlicher Ringwall ‚Die Altenburg‘“ geführt.

## Beschreibung
Der Ringwall Altenburg liegt auf einem mäßig ansteigenden Gelände in einem Waldstück oberhalb der Kleinen Vils. Die Anlage ist durch einen Querriegel unterteilt. Das Gesamtoval besitzt eine Länge von 100 m in Südwest-Nordost-Richtung und von 53 m Breite in Nordwest-Südost-Richtung. Der umlaufende Wall erreicht im Süden in der Nähe des Querriegels eine Höhe von 2 m. Der davorliegende Graben erreicht stellenweise eine Höhendifferenz von 3,5 zur Wallkrone. Die Grabenböschung steigt nach außen um 1,5 bis 2 m an. Der Querriegel besteht aus einem Wall und einem nach Südwest vorgelagerten Graben von 0,8 bis 1,5 m Tiefe. Kurz bevor der Querriegel im westlichen Teil auf den Außenwall stößt, sind eine leichte Einbiegung nach innen und offenbar ein alter Zugang vorhanden. Ein rezenter Durchstich liegt an der Ostseite des Außenwalls.